# ビシュヴィレール
ビシュヴィレール （フランス語:Bischwiller、ドイツ語:Bischweiler）は、フランス、グラン・テスト地域圏、バ＝ラン県のコミューン。

## 概要
丘に囲まれたコミューンで、モデル川（ライン川支流）が流れている。
ビシュヴィレールは、神聖ローマ皇帝ハインリヒ2世が、11世紀に狩猟地としていた無人の土地を寄進した後、ストラスブール司教がつくった定住地である。1263年、集落で火事が発生し犠牲者が出たことがわかっており、名をBischofeswilreと記されたのが最古の記録である。1524年にプファルツ＝ビルケンフェルト伯がビシュウィレーを購入し、以後フランス革命まで領有していた。かつての庁舎、La Laubは1665年に建てられた建物である。
17世紀のユグノー弾圧により、ロレーヌ、アルデンヌ、ピカルディーからユグノーたちがビシュヴィレールに避難してきた。彼らはこの地で紡績や羊毛の産業を興した。19世紀には町に100以上の工房や工場があった。
普仏戦争を間に挟んだ1869年から1874年までの間におよそ4000人の住民が故郷を後にした。2000人以上がオート＝ノルマンディー地方のエルブフへ移住し、多くが紡績産業に従事した。

## 出身者
- オットー・マイスナー